# لنگاتاک ویبون اول
لنگاتاک ویبون اول (به انگلیسی: Llangattock-Vibon-Avel) یک منطقهٔ مسکونی در بریتانیا است که در مونموت‌شر واقع شده‌است. لنگاتاک ویبون اول ۱٬۰۲۴ نفر جمعیت دارد.